# Уиллис, Малик
Малик Антонио Уиллис (англ. Malik Antonio Willis; 25 мая 1999, Колледж-Парк, Джорджия) — американский футболист, квотербек клуба НФЛ «Теннесси Тайтенс». На студенческом уровне выступал за команды Обернского университета и университета Либерти. На драфте НФЛ 2022 года был выбран в третьем раунде.

## Биография
Малик Уиллис родился 25 мая 1999 года в Колледж-Парке в штате Джорджия. Его дядя Джеймс Андерсон был профессиональным футболистом, выступал в НФЛ с 2006 по 2015 год. Уиллис учился в старших школах в Атланте и Розуэлле, в обеих был игроком футбольной команды, занимался бейсболом. В выпускной год был стартовым квотербеком «Розуэлл Хорнетс», вышедших в финал чемпионата штата. По итогам сезона издание Atlanta Journal-Constitution признало его лучшим игроком нападения в Джорджии.

### Любительская карьера
После окончания школы Уиллис поступил в Обернский университет. В 2017 и 2018 годах он был запасным квотербеком его футбольной команды, сыграв за это время в пятнадцати матчах. Проиграв борьбу за место в составе Бо Никсу, он перешёл в университет Либерти. Сезон 2019 года Уиллис пропустил целиком в соответствии с требованиями NCAA.
В 2020 году он стал стартовым квотербеком «Либерти Флеймз». Уиллис сыграл в десяти матчах сезона, в восьми из них заработал как минимум один тачдаун на выносе. В игре против «Западного Кентукки» он набрал выносом 168 ярдов, установив рекорд университета для квотербеков. По общей эффективности выносной игры Уиллис стал лучшим квотербеком дивизиона, суммарно набрав 944 ярда с 14 тачдаунами. По ряду других статистических показателей он также вошёл в десятку лучших на своей позиции. По итогам года Уиллис стал обладателем награды Дадли, присуждаемой газетой Richmond Times-Dispatch лучшему игроку в штате Виргиния.
В мае 2021 года Уиллис получил диплом бакалавра междисциплинарных исследований. В своём последнем сезоне в составе команды он провёл тринадцать матчей, суммарно набрав 3736 ярдов. По итогам года он вошёл в число полуфиналистов наград Максвелла и Дейви О’Брайена. В начале 2022 года Уиллис получил приглашение на матч всех звёзд выпускников колледжей.

#### Статистика выступлений в чемпионате NCAA
| Сезон | Команда        | Игры | Пас | Пас | Пас  | Пас  | Пас | Пас | Пас | Пас   | Вынос | Вынос | Вынос | Вынос |
| Сезон | Команда        | Игры | Cmp | Att | Pct  | Yds  | Y/A | TD  | Int | Rtg   | Att   | Yds   | Avg   | TD    |
| ----- | -------------- | ---- | --- | --- | ---- | ---- | --- | --- | --- | ----- | ----- | ----- | ----- | ----- |
| 2017  | Оберн Тайгерс  | 7    | 6   | 7   | 85,7 | 45   | 6,4 | 1   | 0   | 186,9 | 16    | 221   | 13,8  | 1     |
| 2018  | Оберн Тайгерс  | 8    | 5   | 7   | 71,4 | 24   | 3,4 | 0   | 0   | 100,2 | 12    | 88    | 7,3   | 1     |
| 2019  | Либерти Флеймз | —    | —   | —   | —    | —    | —   | —   | —   | —     | —     | —     | —     | —     |
| 2020  | Либерти Флеймз | 10   | 170 | 265 | 64,2 | 2250 | 8,5 | 20  | 6   | 155,8 | 141   | 944   | 6,7   | 14    |
| 2021  | Либерти Флеймз | 13   | 207 | 339 | 61,1 | 2857 | 8,4 | 27  | 12  | 151,1 | 197   | 878   | 4,5   | 13    |
| Всего | Всего          | 38   | 388 | 618 | 62,8 | 5176 | 8,4 | 48  | 18  | 152,9 | 366   | 2131  | 5,8   | 29    |

### Профессиональная карьера
Перед драфтом НФЛ 2022 года издание Bleacher Report прогнозировало Уиллису выбор в конце первого или начале второго раунда драфта. Аналитик Нейт Тайс к его сильным сторонам относил физическую силу и атлетизм, способность бросать мяч в любую точку поля, отсутствие боязни физического контакта с соперником, умение импровизировать, когда розыгрыш идёт не по плану. Среди недостатков Уиллиса назывались ошибки при действиях в «конверте», нестабильное чувство времени, опыт игры в очень простом по сравнению с НФЛ нападением.
На драфте Уиллис был выбран «Теннесси Тайтенс» в третьем раунде под общим 86 номером. Он стал девятым представителем университета Либерти, задрафтованным клубом НФЛ. Выше него среди выпускников футбольной программы университета был выбран только Эрик Грин, в 1990 году задрафтованный в первом раунде. Контракт с «Тайтенс» Уиллис подписал в июле 2022 года. Сумма четырёхлетнего соглашения составила 5,2 млн долларов. В регулярном чемпионате НФЛ он дебютировал в игре второй недели сезона против «Баффало Биллс». Перед матчем седьмой недели он был назван стартовым квотербеком команды вместо травмированного Райана Таннехилла.

#### Статистика выступлений в НФЛ

##### Регулярный чемпионат
| Сезон | Команда          | Игры | Пас | Пас | Пас  | Пас | Пас | Пас | Пас | Пас  | Вынос | Вынос | Вынос | Вынос |
| Сезон | Команда          | Игры | Cmp | Att | Pct  | Yds | Y/A | TD  | Int | Rtg  | Att   | Yds   | Avg   | TD    |
| ----- | ---------------- | ---- | --- | --- | ---- | --- | --- | --- | --- | ---- | ----- | ----- | ----- | ----- |
| 2022  | Теннесси Тайтенс | 4    | 12  | 30  | 40,0 | 141 | 4,7 | 0   | 1   | 41,1 | 17    | 68    | 4,0   | 0     |
| Всего | Всего            | 4    | 12  | 30  | 40,0 | 141 | 4,7 | 0   | 1   | 41,1 | 17    | 68    | 4,0   | 0     |

- На 7 ноября 2022 года